# Ruy Guerra
Ruy Alexandre Guerra Coelho Pereira, kurz Ruy Guerra oder Rui Guerra (* 22. August 1931 in Lourenço Marques, Portugiesisch-Ostafrika) ist ein mosambikanisch-brasilianischer Schauspieler, Filmregisseur, Drehbuchautor und Lyriker.

## Leben

### Jugend und Ausbildung
Ruy Guerra, geboren am 22. August 1931 in Lourenço Marques (heute Maputo), der Hauptstadt der damaligen portugiesischen Kolonie Mosambik als Sohn portugiesischer Immigranten, wuchs in der Kolonie auf. Bereits als Jugendlicher soll er Filmkritiken geschrieben und Kurzfilme gemacht haben, und sich in antikolonialen Gruppen engagiert haben.
Mit 19 Jahren verließ er Mosambik, um von 1952 bis 1954 Film am Institut des hautes études cinématographiques in Paris zu studieren. Um 1956 begann Guerra als Regieassistent für französische Filme zu arbeiten, bevor er 1958 nach Brasilien migrierte.

### Guerra als Mitbegründer des Cinema Novo

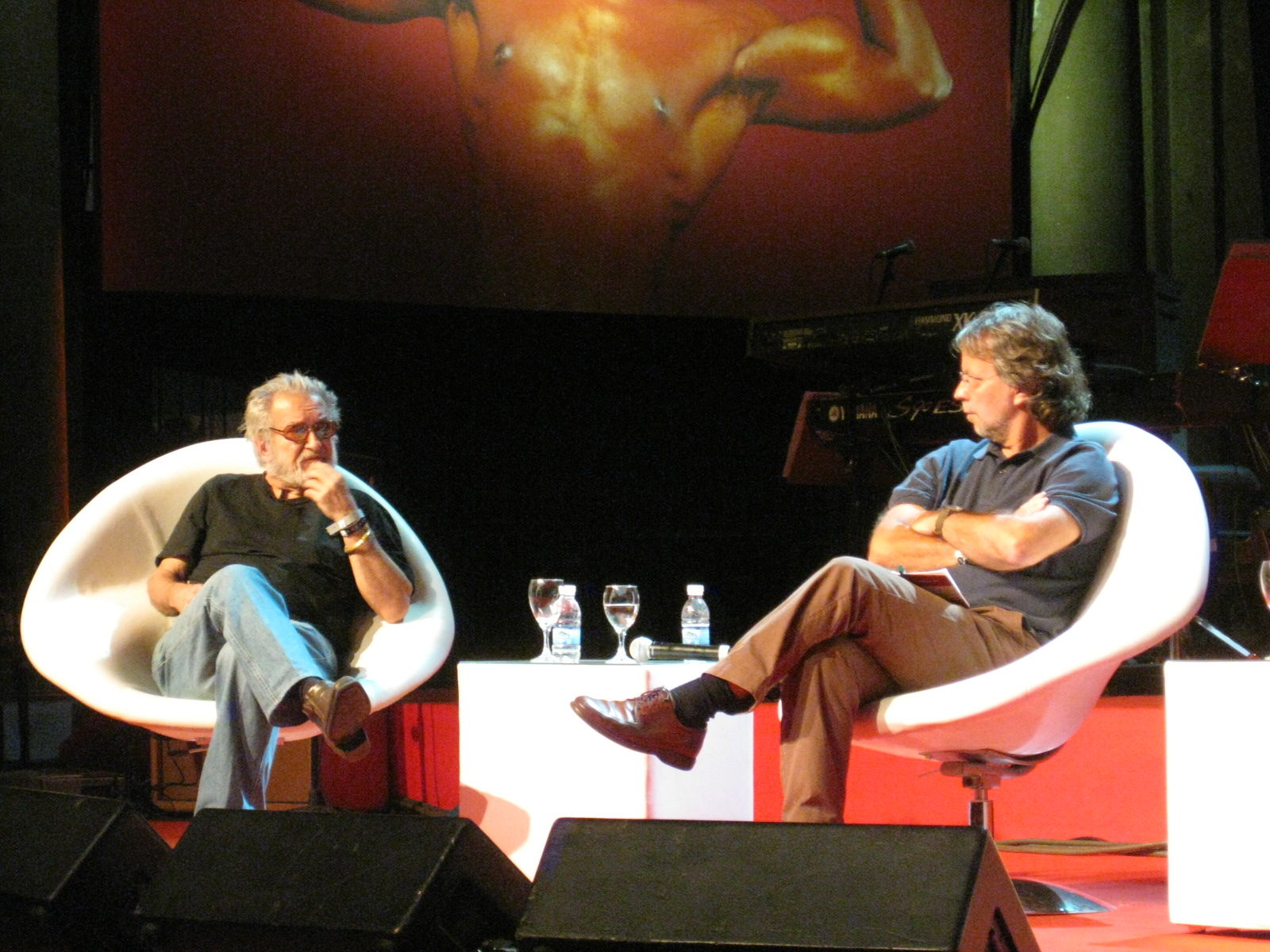
Ruy Guerra (links) mit Mia Couto

Guerra bei Filmarbeiten (1968)

In seiner Zeit in Brasilien schuf zahlreiche Werke und gilt damit als Mitbegründer des Cinema Novo. In seinem Debütfilm Os Cafajestes über zwei Copacabana-Ganoven zeigte er die erste Nacktszene des brasilianischen Kinos überhaupt. Der Film im Stil der französischen Nouvelle Vague wurde im Wettbewerb der Berlinale 1962 gezeigt und begründete gemeinsam mit seinem zweiten Film Os Fuzis, für den er einen Silbernen Bären auf der Berlinale 1964 erhielt, seinen Ruhm im lateinamerikanischen Kino. Seine Intention war es vor allem das politische Bewusstsein der städtischen Arbeitsbevölkerung und der ländlichen Bevölkerung zu wecken.
Seinen zweiten Silbernen Bären erhielt er auf der Berlinale 1978 für A Queda (Der Fall), der gewissermaßen als Fortsetzung von Os Fuzis gedacht war. In seiner Zeit in Brasilien spielte Guerra auch in einigen Filmen als Schauspieler mit, unter anderem in Benito Cereno (1969), einer Adaption von Herman Melville gedreht von Serge Roullet, sowie in Aguirre, der Zorn Gottes (1972) von Werner Herzog. In letzterem spielte er den Don Pedro de Ursua an der Seite von Klaus Kinski.

### Rückkehr nach Brasilien
Aufgrund der Schwierigkeiten mit der Zensur der brasilianischen Diktatur, zog Guerra 1978 zurück nach Mosambik, das kurz zuvor, 1975, unabhängig geworden war.
Dort leitete er das neugeschaffene Instituto Nacional do Cinema, das unter anderem 1978/79 unter seiner Ägide eine Art monatlicher „Wochenschau“ mit dem Titel Kuxa Kanema produzierte, und in den ländlichen Regionen Mosambiks ausgestrahlt wurde. 1979 drehte Guerra den ersten mosambikanischen Spielfilm in Schwarz-Weiß mit dem Titel Mueda, Memória e Massacre („Mueda, Erinnerung und Massaker“), in dem die Geschichte des Massakers von Mueda aus dem Jahr 1960 erzählt wird. Das Massaker der portugiesischen Armee an der Bevölkerung der Stadt Mueda im Norden Mosambiks gilt als Ausgangspunkt für den Unabhängigkeitskrieg in Mosambik.

### Weitere Schaffenszeit
Nach zehn Jahren verließ Guerra Mosambik und drehte Filme an verschiedenen Orten der Welt. Einer seiner bekanntesten Filme der 1980er Jahre ist die 1982 stammende Verfilmung der Erzählung Die unglaubliche und traurige Geschichte von der einfältigen Eréndira und ihrer herzlosen Großmutter von Gabriel García Márquez unter dem Titel Erêndira. Die junge Erendira wurde von seiner damaligen Ehefrau Claudia Ohana gespielt, mit der er von 1981 bis 1984 verheiratet war. Die Großmutter spielte Irene Papas.
Neben Erêndira drehte er 1985 die Musical-Komödie A Ópera do Malandro, basierend auf der Adaption von Brechts Dreigroschenoper von Chico Buarque. Des Weiteren unter anderem den Fernsehfilm Os Amores Difíceis (1987) sowie die spanische Fernsehserie Fabula de la bella palomera (1988), beide basierend auf Werke von Gabriel García Márquez. Sein bislang letzter Film als Regisseur entstand 2004: O Veneno da Madrugada (Die böse Stunde) entstand ebenfalls nach einer Erzählung von Gabriel García Márquez. Für den Film versuchte Guerra mehr als zehn Jahre die Finanzierung zu ermöglichen; der Film gilt als kommerzielles Fiasko.
Nach Ende seiner filmischen Hauptschaffenszeit leitete Guerra von 2005 bis 2008 den Fortgeschrittenenkurs für Filmwissenschaft an der Gama-Filho-Universität. Seit 2009 doziert Guerra an der Darcy-Ribeiro-Schule, die als eine der wichtigsten brasilianischen Filmschulen gilt.

## Filmografie

### Regisseur
- 1954: Quand le soleil dort
- 1962: Os Cafajestes
- 1964: Os Fuzis
- 1969: Ternos Caçadores
- 1970: Os deuses e Os Mortos
- 1978: A Queda
- 1981: A Carta Roubada
- 1981: Histoires extraordinaires: La lettre volée (TV)
- 1982: Mueda, Memória e Massacre
- 1983: Die unglaubliche und traurige Geschichte von der unschuldigen Erendira und ihrer herzlosen Großmutter (Erêndira)
- 1986: Ópera do Malandro
- 1988: Die Schöne mit den Tauben (Fábula de la Bella Palomera)
- 1989: Die Dämonen des Dschungels (Kuarup)
- 1992: Me alquilo para soñar (TV-Mehrteiler)
- 2000: Monsanto (TV)
- 2000: Estorvo
- 2004: Portugal S.A.
- 2006: O Veneno da Madrugada

### Schauspieler
- 1957: S.O.S. Noronha
- 1962: Os Mendigos
- 1969: Benito Cereno
- 1970: Le maître du temps
- 1972: Les soleils de l’Ile de Pâques
- 1972: Aguirre, der Zorn Gottes
- 1978: Der Fall (A Queda)
- 2005: Casa de Areia
- 2010: 5x Favela, Agora por Nós Mesmos